# Schloss Einstein/Staffel 2
Schloss Einstein/Staffel 2 enthält alle Episoden der deutschen Seifenoper für Kinder und Jugendliche, Schloss Einstein aus der 2. Staffel. Die 2. Staffel umfasst 40 Episoden (Folgen 77–116).

## Besetzung
Sortiert nach der Reihenfolge des Einstiegs.
| Schauspieler                              | Rollenname                              | Folgen  | Jahr | Bemerkungen |
| ----------------------------------------- | --------------------------------------- | ------- | ---- | --- |
| Prägende Charaktere:                      |                                         |         |      | |
| Schüler:                                  |                                         |         |      | |
| Paula Birnbaum                            | Iris Kleintann                          | 77–116  | 2000 | Mitbewohnerin von Nadine, später Nadine und Josephine, zuletzt wieder Nadine |
| Katrin Blume                              | Alexandra Wilde                         | 77–116  | 2000 | Verantwortliche für das Labor; Freundin von Atze; Schülerpatin von Elisabeth |
| Geertje Boeden                            | Antje van Rheeden                       | 77–116  | 2000 | Tochter einer Bauernfamilie; Mitbewohnerin von Andrea; wiederholt die 6. Klasse |
| Juliane Brummund                          | Nadine Steiner, adopt., geb. Langhammer | 77–116  | 2000 | Adoptivtochter von Irmgard und Gerd Steiner, leibliche Tochter von Jo Langhammer; Mitbewohnerin von Iris, zwischendurch Iris und Josephine, dann wieder Iris; Schülerpatin von Philip; Ex-Freundin von Oliver |
| Kumaran Ganeshan                          | Budhi Dondra                            | 77–116  | 2000 | Mitbewohner von Marc; Freund von Katharina; Ex-Affäre von Sonja |
| Christoph Kozik                           | Franz Bartel                            | 77–116  | 2000 | Waisenkind (seine Eltern starben bei einem Autounfall, lebte bei seinen Großeltern); Enkel von Herrn Mell; Mitbewohner von Sebastian; Patenkind von Oliver                                                    |
| Mandy-Marie Mahrenholz                    | Laura Marwege                           | 77–116  | 2000 | Mitbewohnerin von Kim und Elisabeth, dann Kim, Elisabeth und Josephine, später nur Kim |
| Georg Malcovati                           | Marc Börner                             | 77–109  | 2000 | Sohn von Marcel Börner, Bruder von Katharina; Mitbewohner von Budhi; hat einen Herzfehler; wechselt aus gesundheitlichen Gründen auf ein Internat in Sankt Peter-Ording                                       |
| Jana Müller                               | Ira Müller                              | 77–116  | 2000 | Nichte von Max Laditz; wohnt alleine |
| Julia Popke                               | Kim Riemann                             | 77–116  | 2000 | Mitbewohnerin von Laura und Elisabeth, später Laura, Elisabeth und Josephine, zuletzt nur Laura |
| Florens Schmidt                           | Oliver Schuster                         | 77–116  | 2000 | Sohn von Cordula und Martin Schuster; Externer (wohnt in Seelitz); Schülerpate von Franz; Ex-Freund von Nadine und Freund von Tine                                                                            |
| Anja Stadlober                            | Vera Seiffert                           | 77–116  | 2000 | Tochter von Sibylle Seiffert und Holger Windscheidt; Halbschwester von Bettina Windscheidt; Externe (wohnt in Potsdam)                                                                                        |
| Franziska Stürmer                         | Monika Freising                         | 77–116  | 2000 | Verantwortliche für das Labor |
| Marcus Wengler                            | Sebastian Goder                         | 77–116  | 2000 | Mitbewohner von Franz; Patenkind von Budhi; Freund von Elisabeth |
| Marie-Luisa Kunst                         | Elisabeth Prinzessin von Hohenfels      | 77–116  | 2000 | Mitbewohnerin von Laura und Kim, dann Josephine, Laura und Kim, später nur Josephine; Patenkind von Alexandra; Freundin von Sebastian; leidet an Zuckerkrankheit                                              |
| Sarah Blaßkiewitz                         | Josephine Langmann                      | 77–116  | 2000 | erst Externe, danach Mitbewohnerin von Nadine und Iris, dann Elisabeth, Laura und Kim, später nur Elisabeth tragende Rolle erst ab Folge 101, dann auch Internatsschülerin                                    |
| Christoph Förster                         | Philip Schwehrs                         | 83–116  | 2000 | Sohn von Malermeister Schwehrs; Externer (wohnt bei seinem Vater); Patenkind von Nadine |
| Lehrer:                                   |                                         |         |      | |
| Karsten Blumenthal                        | Hannes Fabian                           | 77–116  | 2000 | Lehrer für Mathematik, Physik und Chemie |
| Rebekka Fleming                           | Marianne Gallwitz                       | 77–116  | 2000 | Lehrerin für Mathematik und Chemie; im Schülerjargon „Galli“ genannt |
| Ludwig Hollburg                           | Dr. Lutz Wolfert                        | 77–116  | 2000 | Stellvertretender Leiter des Internats; Lehrer für Deutsch, Latein, Geschichte und Geografie; im Schülerjargon „Wölfchen“ genannt                                                                             |
| Wilfried Loll                             | Dr. Emanuel Stollberg                   | 77–116  | 2000 | Leiter des Internats; Lehrer für Biologie; verfasste seine Doktorarbeit über heimische Spinnen; im Schülerjargon „Guppy“ genannt                                                                              |
| Svea Timander                             | Ragna Delling                           | 77–116  | 2000 | Lehrerin für Kunst, Musik und Sport |
| weiteres Schulpersonal:                   |                                         |         |      | |
| Simone Frost                              | Sibylle Seiffert                        | 77–116  | 2000 | Schulkrankenschwester; Ex-Frau von Holger Windscheidt, Mutter von Vera |
| Gert Schaefer                             | Heinz August Pasulke                    | 77–116  | 2000 | Hausmeister |
| Judith Klein                              | Nadja Kunze                             | 80–116  | 2000 | zweite Erzieherin auf Schloss Einstein |
| Wolfgang Klapper                          | Herr Dr. Edel                           | 100–116 | 2000 | humorvoller und aufgeschlossener Schulrat |
| Nebencharaktere:                          |                                         |         |      | |
| Schüler:                                  |                                         |         |      | |
| Patrick Barnack                           | Ole Petersen                            | 77–116  | 2000 | |
| Janine Bredemeier                         | Andrea Rolof                            | 77      | 2000 | Mitbewohnerin von Antje |
| Mike Priegnitz                            | David                                   | 77–116  | 2000 | |
| Anina Abt-Stein                           | Louisa Ellwang                          | 85–116  | 2000 | tragende Rolle erst ab Staffel 3 |
| Dorfkinder:                               |                                         |         |      | |
| Janine Appel                              | Tine Bergmann                           | 77–116  | 2000 | Ex-Freundin von Oliver |
| Gregor Czempiel                           | Wolf Wagner                             | 77–116  | 2000 | |
| Julian Hanschke                           | Ingo Brussow                            | 77–116  | 2000 | bester Freund von Oliver |
| Raimund Widra                             | Atze Feilke                             | 77–116  | 2000 | Sohn von Karin und Eberhard Feilke; Freund von Alexandra |
| Erwachsene außerhalb des Internats:       |                                         |         |      | |
| Thommi Baake                              | Wachtmeister Kranich                    | 77–116  | 2000 | Dorfpolizist |
| Iván Gallardo                             | Giovanni Lorenzi                        | 77–116  | 2000 | zweiter Besitzer der Eisdiele |
| Peter Hausmann                            | Eberhard Werner                         | 77–116  | 2000 | unausstehlicher Dorfnörgler und Hobbyjäger |
| Eltern und Verwandte:                     |                                         |         |      | |
| Ghadah Al-Akel                            | Karin Feilke                            | 77–116  | 2000 | vorübergehend Gebäudereinigungsfachkraft auf Schloss Einstein; Ehefrau von Eberhard Feilke, Mutter von Atze                                                                                                   |
| Dominik Bender                            | Max Laditz                              | 77–116  | 2000 | Musikproduzent; Patenonkel von Ira |
| Thomas Franz                              | Eberhard Feilke                         | 77–116  | 2000 | zunächst Inhaber eines Schrottplatzes, nach einem selbstgelegten Brand mit versuchtem Versicherungsbetrug arbeitslos; Ehemann von Karin Feilke, Vater von Atze                                                |
| Joachim Kaps                              | Martin Schuster                         | 77–116  | 2000 | Inhaber einer Fahrradwerkstatt; Vater von Oliver |
| Torsten Spohn                             | Herr Schwehrs                           | 83–116  | 2000 | Malermeister; Vater von Philip |
| Norbert Hülm                              | Holger Windscheidt                      | 102–116 | 2000 | Ex-Mann von Sibylle Seiffert, Vater von Vera und Bettina |
| Dietmar Irmer                             | Herr Mell                               | 103–104 | 2000 | Großvater von Franz Bartel |
| Gastrollen/ Prominente Darsteller:        |                                         |         |      | |
| Franziska Rubin (ehem. KI.KA-Moderatorin) | Fernsehredakteurin                      | 87–88   | 2000 | |
| Jennifer Schroeder                        | Sonja                                   | 108–110 | 2000 | Ex-Affäre (Urlaubsflirt) von Budhi |

## Episoden
| Nr. (ges.) | Nr. (St.) | Originaltitel | Erstausstrahlung DE |
| ---------- | --------- | ------------- | ------------------- |
| 77         | 1         | Folge 77      | 25. Feb. 2000       |
| 78         | 2         | Folge 78      | 3. März 2000        |
| 79         | 3         | Folge 79      | 10. März 2000       |
| 80         | 4         | Folge 80      | 17. März 2000       |
| 81         | 5         | Folge 81      | 24. März 2000       |
| 82         | 6         | Folge 82      | 31. März 2000       |
| 83         | 7         | Folge 83      | 7. Apr. 2000        |
| 84         | 8         | Folge 84      | 14. Apr. 2000       |
| 85         | 9         | Folge 85      | 21. Apr. 2000       |
| 86         | 10        | Folge 86      | 28. Apr. 2000       |
| 87         | 11        | Folge 87      | 5. Mai 2000         |
| 88         | 12        | Folge 88      | 12. Mai 2000        |
| 89         | 13        | Folge 89      | 19. Mai 2000        |
| 90         | 14        | Folge 90      | 26. Mai 2000        |
| 91         | 15        | Folge 91      | 2. Juni 2000        |
| 92         | 16        | Folge 92      | 9. Juni 2000        |
| 93         | 17        | Folge 93      | 16. Juni 2000       |
| 94         | 18        | Folge 94      | 23. Juni 2000       |
| 95         | 19        | Folge 95      | 30. Juni 2000       |
| 96         | 20        | Folge 96      | 7. Juli 2000        |
| 97         | 21        | Folge 97      | 14. Juli 2000       |
| 98         | 22        | Folge 98      | 21. Juli 2000       |
| 99         | 23        | Folge 99      | 28. Juli 2000       |
| 100        | 24        | Folge 100     | 4. Aug. 2000        |
| 101        | 25        | Folge 101     | 11. Aug. 2000       |
| 102        | 26        | Folge 102     | 18. Aug. 2000       |
| 103        | 27        | Folge 103     | 25. Aug. 2000       |
| 104        | 28        | Folge 104     | 1. Sep. 2000        |
| 105        | 29        | Folge 105     | 8. Sep. 2000        |
| 106        | 30        | Folge 106     | 15. Sep. 2000       |
| 107        | 31        | Folge 107     | 22. Sep. 2000       |
| 108        | 32        | Folge 108     | 29. Sep. 2000       |
| 109        | 33        | Folge 109     | 6. Okt. 2000        |
| 110        | 34        | Folge 110     | 13. Okt. 2000       |
| 111        | 35        | Folge 111     | 20. Okt. 2000       |
| 112        | 36        | Folge 112     | 27. Okt. 2000       |
| 113        | 37        | Folge 113     | 3. Nov. 2000        |
| 114        | 38        | Folge 114     | 10. Nov. 2000       |
| 115        | 39        | Folge 115     | 17. Nov. 2000       |
| 116        | 40        | Folge 116     | 24. Nov. 2000       |